# 桑原 (青森市)
桑原（くわばら）は青森県青森市の大字。郵便番号は030-0935。

## 地理
青森市東部に位置する。地域周辺住民は「くゎんばら」と呼ぶこともある。
北は、後范（うしろやち）、および武兵衛川をはさんで矢田前、東は諏訪沢、南は戸崎、戸山、西は小柳（大字）・はまなす・けやきに接している。
小字には稲葉・山崎がある。
集落は、地域の中心付近で、青森県道44号青森環状野内線を稲荷神社付近で東に入った道路沿いを中心に広がっている。
西部に水田が多く、市街地の近くではあるが、農村の景観を呈している。東側は山地となっている。

### 山
- 稲山 - 後范・諏訪沢との境界にある小高い山。

## 交通
- 青い森鉄道線が、北西端から南西に向かって通過している。地域内に駅はないが、隣接する小柳の東端付近に小柳駅がある。
- 青森市営バス桑原線が県道を通る。集落入口の稲荷神社付近に桑原バス停がある。ここが多くの便の終点であるが、一部は昭和大仏前まで運行される。

### おもな道路
- 青森県道44号青森環状野内線 - 地域を南西から北東に横切っている。
- 国道7号青森環状道路

## 歴史
- 江戸時代は、桑原村として、弘前藩領の津軽郡田舎庄、横内組に属した。
- 1878年(明治11年) - 東津軽郡に属した。
- 1889年(明治22年) - 原別村に属し、同村の大字となる。
- 1955年(昭和30年) - 原別村が青森市に編入されたことにより、青森市に属する。
- 1980年代前半、一戸建て住宅が集まる、けやき団地が、字 稲葉の当時の西端から八重田・小柳にまたがる地域に作られる。
- 1984年(昭和59年) - 全仏山青龍寺が建立された。
- 2003年(平成15年) - 字稲葉のうち、東北本線（現 青い森鉄道線）から西側の部分が、けやき一・二丁目となった。

## 施設
- 青森市企業局水道部 原別配水所
- 全仏山青龍寺 - 集落の東側、稲山の山裾に位置する。昭和大仏がある寺院としてよく知られ、市内の観光地のひとつでもある。